# Ongota
L’ongota, aussi appelé birale ou birayle, est une langue quasiment disparue, historiquement parlée au sud-est de l'Éthiopie. En l'an 2000, on ne comptait plus que 8 individus dont l'ongota était la langue maternelle : la plupart de ses locuteurs ont préféré choisir de parler la langue tsamai (ou ts'amakko).
Sa grammaire repose sur l'enchaînement sujet-objet-verbe.
Elle est considérée comme un isolat, quoique certains linguistes la rapprochent de la famille des langues afro-asiatiques.

## Écriture
Graziano Savà et Mauro Tosco utilise une orthographe basée sur l’alphabet phonétique international avec quelques modifications : ‹ š › pour /ʃ/, ‹ j › pour /dʒ/, ‹ c › pour /tʃ/, ‹ y › pour /j/, ‹ x › pour /χ/, et les voyelles doubles sont doublées, c’est-à-dire ‹ aa › pour /aː/.

## Prononciation
|         | Antérieure | Centrale | Postérieure |
| ------- | ---------- | -------- | ----------- |
| Fermée  | i iː       |          | u uː        |
| Moyenne | e eː       |          | o oː        |
| Ouverte |            | a aː     |             |

|           | Labiale | Alvéolaire | Palatale | Vélaire | Uvulaire | Pharyngeale | Glottale |
| --------- | ------- | ---------- | -------- | ------- | -------- | ----------- | -------- |
| Occlusive | b       | t d        |          | k ɡ     | q        |             | ʔ        |
| Implosive |         | ɗ          |          | ɠ       |          |             |          |
| Affriquée |         | ts         | tʃ dʒ    |         |          |             |          |
| Fricative | f       | s z        | ʃ        |         | χ        | ħ ʕ         | h        |
| Nasale    | m       | n          |          |         |          |             |          |
| Battue    |         | r          |          |         |          |             |          |
| Spirante  | w       |            | j        |         |          |             |          |
| Latérale  |         | l          |          |         |          |             |          |